# Кем-ур
| I6 | G17 | G36 | O36 |

| I6 | G17 | G36 | O36 |

Кем-ур - староєгипетське божество смерті і померлих.
Божеству Кем-уру поклонялися ще за часів Стародавнього царства. Він згадується в текстах пірамід як втілення померлих, і шанувався таким як мінімум аж до правління в Стародавньому Єгипті XXVI династії. За часів Середнього царства померлі позначалися ієрогліфами вода (mw), земля(t3), гірке озеро (km-wr) і великий бик (k3-wr), що повинно було вказувати на їх взаємозв'язок, міфологічну ідентичність з богом Кем-уром.
Ім'я Кем-ура в Давньому Єгипті пов'язувалося з Великим Гірким озером і озером Тимсах, а також, цим ім'ям названа фортеця на території нинішнього Ваді-Тімулат. Кем-уром також називалося давньоєгипетське місто, руїни якого (Тель-Атриб, Атрибіс) знаходяться на північний схід від міста Бенха.